# Аксія Тертулла
Аксія Тертулла (*Axia Tertulla, прибл. 105 до н. е. —після 54 до н. е.) — матрона часів занепаду Римської республіки.

## Життєпис
Про її походження та батьків немає відомостей. У першому шлюбі була одружена з Публієм Ліцинієм Крассом, сином Публія Красса, консула 97 р. до н. е. У 89 році до н. е. стала удовою У 87 році до н. е. вийшла заміж за його молодшого брата Марка, консула 70 і 55 року до н. е. Мала від нього двох синів.
Повідомлення джерел про її подружнє життя суперечливі: з одного боку, шлюб Тертулли з Крассом вважався благополучним, з іншого боку, існували чутки про те, що Тертулла була коханкою Гая Цезаря. Остання згадка про неї датується 54 роком до н. е.

## Родина
1. Чоловік — Публій Ліциній Красс
Дітей не було
2. Чоловік — Марк Ліциній Красс
Діти:
- Марк Ліциній Красс
- Публій Ліциній Красс